# Yabon Paname
Cet article possède des paronymes, voir Yabon et L'ami Y'a bon.
 (novembre 2013).
Si vous disposez d'ouvrages ou d'articles de référence ou si vous connaissez des sites web de qualité traitant du thème abordé ici, merci de compléter l'article en donnant les références utiles à sa vérifiabilité et en les liant à la section « Notes et références ».
Yabon Paname est un artiste contemporain français, né à Paris en  1965.

## Parcours
Yabon Paname, né Franck Hiltenbrand, fils de prolétaires parisiens du quartier du Marais. Vit et travaille à Paris. Il commence à peindre des personnages inspirés des publicités Yabon pour lutter contre le racisme, puis devient créateur d'Installations plastiques suspendues et interactives, animées de mouvements et de sons, dans le milieu des squats artistiques  parisiens en France : La Forge de Belleville, Pole Culturel Pi, Ssocapi, Marais public, Bourse, Matignon, La Boétie, Canal 35, Villart, Le Sentier, Le Carrosse. Yabon croise donc sur son chemin pour des collaborations ponctuelles ou récurrentes la quasi-totalité de l'underground street art parisien dont notamment les collectifs artistiques "Zen Copyright" animés notamment par SP 38 et Davis Dutreix.
Depuis qu'il a commencé à travailler dans les squats en 1991, plusieurs lieux qu'il avait animés ont été officialisés après rachat par la Mairie, travaux, et remis à disposition d'autres artistes sous forme de convention:
la Forge de Belleville, le Carrosse. Quelque temps après l'expulsion du squat de la Bourse, le collectif "Chez Robert Électrons Libres" est devenu le 59 Rivoli.
D'autres sont devenus des écoles d'architecture ; École d'Architecture Paris Belleville  (ex. Pole Culturel Pi), d'art : E.A.C. (ex. La Boétie).
Articles "Portraits" de Yabon Paname:
Technikart "L'enmerdeur public no 1" 
Politis no 627, du 30 au 5 décembre 2000. p. 30 "Ainsi squatte-t-il" et n°738, 13 février 2003 "Trois bandes et une bite"
Le Parisien, édition de Paris, 17 janvier 2004 "L'art à la porte des immeubles" à Villart
Témoignage chrétien 8 novembre 2010 au Carrosse 

## Principales expositions
Il a organisé et participé à des expositions collectives à l'étranger entre 1995 et 2003 : Berlin "Où est l'amour" au Kunsthaus Tacheles du 15.3 au 2.5 1995, Vienne, Copenhague, Kassel "la Xe Documenta en off" été 1997, New-York 1999, Bruxelles 11 au 14 février 1999 à la Perruquerie "Club des créatures de beauté" , Liverpool "Gorilla Tactics" avec Jump Ship Rat. Il a travaillé durant 2 ans au Tacheles à Berlin lorsque c'était un squat artistique.
À Paris, il a été co-initiateur avec Alex Daenesi du Festival Art et Squats au Palais de Tokyo en 2002  qui fut ensuite organisé par Marc Sanchez, tous trois membres d'Interface.
Il a coorganisé une exposition au Musée du Montparnasse en 2012.

## Performances politiques
Artiviste.
Yabon Paname s'est présenté comme candidat aux élections à la Mairie de Paris en 2000. Élections qui ont eu lieu sous forme d'une exposition-performance avec des isoloirs réalisés avec des rideaux de douche, urne et des affiches dans la galerie Artekno, 1 passage saint Antoine, Paris 11e du 12 au 17 mars 2001 
Article dans Combat mars 2001 "Le prince des squats" 
En 2013, il annonce à nouveau sa candidature à la Mairie de Paris avec 333 propositions pour 2014.
Il s'autoproclame en 2014, Ministre de la Culture off et envoie des courriers de Demandes d'Asile Artistique (D.A.A.) à toutes les ambassades basées à Paris en 2004. Télérama 14 janvier 2004 "Yabon Paname Ministre de la Culture off" à Villart, , Zurban 14 janvier 2004. 
Et à nouveau D.A.A. en 2011 au Carrosse pour dénoncer la difficulté pour les artistes de travailler sereinement à Paris .

## Installations

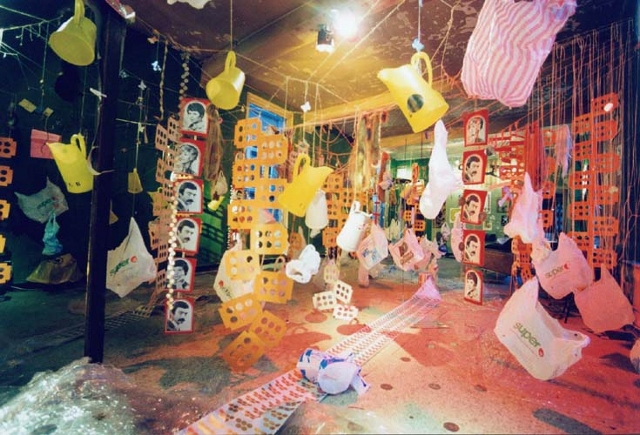
Installation Yabon Paname, photo Pop ac

Chaque installation (art) utilise des concepts qu'il nomme "La machine à baffe", "Matelas, jump et sapins (presque à l'envers", "12 trophées", "Le Téléféérique", "Les Noise machines", "Les Sèches linges", "Arachnéen", "l'orphelinat pour sapins" etc.
Elles se présentent en extérieur ou en intérieur et on peut entrer dedans comme dans une maison.
Il utilise les matériaux de récupération principalement le plastique de couleur et des fils qu'il tisse avec les matériaux.
Il a pu les créer dans les squats qu'il occupait ainsi qu'à l'étranger à la demande de curateurs d'expositions. 
Autodidacte, ses inspirations artistiques sont Duchamp, le Pop art, l'Arte Povera, Art Cloche, Coluche.
Presse étrangère:
USA: Zingmagazine a curatorial crossing winter 1999, p. 194 "Franck Hiltenbrand & the Yabon'art collective; Marais public - Paris, France."
Danemark: Sommer magasinet i Paris 13 juillet 1999 "Hus besat af kunstnere"

## Galeries
Jump Ship Rat, Liverpool, GB, Gorilla tactics, juillet 1999.
Heartgalerie, 30, rue de Charonne, 75011 Paris, France.
Exposition personnelle en avant - première au Palais de Tokyo, Paris, les 14 et 26 septembre 2002.

## Collectif Yabon'Arts & squats artistiques
Le Figaro juillet 1999 (Bourse)
Journal Libération, janvier 2000 (Matignon)

Le Monde, septembre 2002 (Art et Squats)
Ainsi que différents articles dans:
Rue 89, La Stradda "L'extension du domaine de la hutte" oct 2011 , Cassandre Horshamp , Grains de sable "Marais public. Les visiteurs du squat" hiver 1999,Nova magmars 2001 p.49 ""Yabon les faux bulletins".
etc.

## Audiovisuel
Yabon Paname a tourné dans le reportage de Jean Robert Viallet Le pied dans la porte en 2003 .
Il a été aussi interviewé dans des émissions de radios et de télévision.

## Publications
Livre Cultural Hijack: Rethinking Intervention, Concept Jump Ship Rat, édité par Ben Parry avec Myriam Tahir et Sally Medlyn, Liverpool University Press en 2011.  (ISBN 978-1-84631-751-4). (Extrait publication p 149)

Catalogue Artivistes 12, éditions Le Carrosse, créé par Catherine Poulain et Yabon Paname avec la participation de 12 personnes dont SP38, Popay, Fred Forest, Jean Starck, Fredéric Atlan (dépôt légal BNF: Tolbiac - Rez-de-jardin - magasin 2012- 243675 support : livre )